# VFR
VFR (ang. visual flight rules) – zasady lotu z widocznością to zestaw zasad w lotnictwie, w zgodności z którymi pilot statku powietrznego może odbywać lot w warunkach pozwalających na kontrolę położenia statku za pomocą zewnętrznych punktów odniesienia.
W locie VFR za separację odpowiedzialny jest dowódca statku powietrznego. Wyjątkiem są loty VFR w niektórych klasach przestrzeni kontrolowanej.
Loty VFR muszą odbywać się przy zachowaniu ściśle określonych w przepisach zasad, dotyczących warunków meteorologicznych (VMC) oraz sposobu wykonywania tego rodzaju lotów. Niedopuszczalny jest na przykład wlot samolotu w chmurę i utrata widoczności powierzchni Ziemi.